# Шпанов, Николай Николаевич
Никола́й Никола́евич Шпа́нов (10 (22) июня 1896, Никольск-Уссурийский — 2 октября 1961) — советский писатель, автор политических и приключенческих романов, учебника для лётных училищ, монографии об авиационных моторах, сценарист.
Шпанов создал первый в советской литературе образ сыщика — сквозного героя нескольких произведений — Нила Кручинина («Похождения Нила Кручинина»).

## Биография
Родился 10 (22 июня) 1896 года в Никольске-Уссурийском в семье служащего Китайско-Восточной железной дороги Николая Алексеевича Шпанова (1871, Петербург — 1936, Ленинград). Мать, Анна Михайловна Соймонова, умерла в 1899 году. По происхождению — из потомственных дворян. С детства интересовался авиацией.
После смерти матери жил у тётки в Харбине, учился там в коммерческом училище, жил затем с отцом во Владивостоке, позже в Сучане. Окончил гимназию во Владивостоке (1914).
Окончил два курса кораблестроительного факультета Санкт-Петербургского политехнического института, но в связи с началом первой мировой войны, перевёлся в Николаевское инженерное училище (1915).
В 1916 году окончил Высшую офицерскую воздухоплавательную школу в Гатчине, в том числе и обязательные Теоретические авиационные курсы при Петроградском политехническом институте; с октября 1916 года служил в 34-м корпусном воздушном отряде Западного фронта, в 1-м артиллерийском авиаотряде Юго-Западного фронта, принимал участие в боях в качестве лётчика-наблюдателя. В 1917 году был контужен, в марте 1918 года демобилизован.
В мае 1918 года добровольно поступил на службу в Красный Воздушный Флот. Участник Гражданской войны: командир технического отряда 4-го Петроградского инженерного батальона (Луга), помощник комполка по инженерной части 11-й стрелковой дивизии, командир 5-го воздухоплавательного отряда на Восточном фронте (с октября 1918), начальник учебного отдела автопарка Восточного фронта (1920).
С 1921 года начальник лётно-технической части Аэрофотограмметрического научно-опытного института (АФНОИ) под началом А. Н. Лапчинского. В 1922 году вслед за Лапчинским перешёл в Военно-научную редакцию Воздушного Флота. Был заместителем редактора ведомственных журналов «Самолёт» (1923—1925), «Техника воздушного флота» (1925—1939). Летом 1939 года командирован в район конфликта на Халхин-Голе.
С сентября 1939 года на литературной работе, член СП СССР. С началом Великой Отечественной войны был призван, служил в газете «Сталинский сокол». Ответственный редактор журнала «Техника воздушного флота» (1942—1943). В 1943 году демобилизован.
Печататься начал с 1926 года. В межвоенные годы активно участвовал в пропаганде авиации по линии Общества Друзей Воздушного Флота.
Николай Николаевич Шпанов — автор более чем тридцати книг, из которых наиболее известны «Первый удар», «Поджигатели», «Заговорщики», «Война невидимок», «Ураган». В его произведениях очень аккуратно вскрыты инструменты спецслужб и мотивы капиталистических надгосударственных структур. Юлиан Семёнов (автор «Семнадцать мгновений весны») отзывался о нём, как о человеке в высшей степени посвящённом в закулисные игры надкапиталистической верхушки.
Известен также как автор научно-популярных книг по истории техники, художественных биографий Джеймса Уатта, Дени Папена, Этьена Ленуара и др.

## Творчество
- Наш полет в лесные дебри (1926)
- Во льды за «Италией» (1929)
- По автомобильной Трансевразии. На автомобиле по уссурийскому бездорожью (1930)
- Подвиг во льдах (1930)
- Лёд и фраки (1932)
- История одного великого неудачника (1936)
- Джеймс Уатт (1936)
- Первый удар (1939, ISBN 5-9533-1531-7)
- Повести и рассказы (1939)
- Тайна профессора Бураго (Война невидимок; 1943—1944)
- Поджигатели (1949)
- За жизнь! (1950)
- Заговорщики (1951)
- Домик у пролива — Старая тетрадь
- Искатели истины (обе — 1955)
- Похождения Нила Кручинина (1956)
- Ученик чародея (1956, ISBN 978-5-9533-1992-8)
- Красный камень (1957)
- Повести об удачах великих неудачников (1959)
- Ураган (1961)
- Записка Анке: рассказ

### «Война невидимок»
Один из самых захватывающих романов советской эпохи. Николай Николаевич умело замаскировал в приключенческих событиях основную мысль: война всегда ведётся на уровне спецслужб и только тогда, когда они не могут одержать победу, происходят военные столкновения. Ян Флемминг тоже будучи не просто посвященным, но и участником особых спецподразделений несколько в другом виде реализовал эту идею в его Агенте 007.
Книга, несмотря на многотысячные тиражи, является библиографической редкостью.

### «Первый удар»
Наиболее известен из книг Шпанова роман «Первый удар. Повесть о будущей войне», изданный в 1939 году Военным издательством НКО СССР в учебной серии «Библиотека командира». Герои книги «явно воевали с фашистами, с немцами, а окончательной ссоры с ними не произошло». После подписания договора о ненападении между Германией и Советским Союзом книга «Первый удар» была изъята из продажи. В постсоветское время роман несколько раз переиздавался.

### «Поджигатели»
В романе-дилогии изображены события с 1932 по март 1939 годов, осмысляется подготовка Второй Мировой войны, показывается деятельность немецкой, французской и английской разведок, закулисные переговоры американских и немецких крупных финансистов и промышленников, и впервые в советской литературе наряду с традиционно положительными образами Димитрова, Тельмана и прочих иностранных коммунистов, изображаются высшие руководители Третьего Рейха — Гитлер, Геринг, Геббельс, Гесс, Рем, а также высшие генералы вермахта Гаусс (вымышленный персонаж) и фон Шверер. Положительно дан образ Рузвельта в начале II тома. В романе события отражаются с позиций советской идеологии Сталинской эпохи и критики троцкизма, выдержанных в советском официальном тоне.
Первоначально роман не был излишне политизирован и не содержал линии американского заговора против СССР, введённой по настоянию редакторов И. И. Ермашёва и Б. С. Евгеньева.

## Издания
- Наш полёт в лесные дебри.. — М.: Издательство Союза Авиахим СССР и Авиахима РСФСР, 1926. — 48 с.
- Ученик чародея: Роман. — М.: Престиж-бук, 2012. — 496 стр., илл. (Серия «Ретро библиотека приключений и научной фантастики»)

## Сценарии фильмов
- 1937 — Глубокий рейд (совместно с П. П. Малаховым)
- 1941 — Морской ястреб (с соавторами)
- 1963 — Генерал и маргаритки (совместно с М. Э. Чиаурели, А. А. Филимоновым)